# Too Fast for Love
Too Fast for Love är Mötley Crües debutalbum, utgivet den 10 november 1981 på independentbolaget Leathür Records. Året därpå, den 20 augusti 1982, gavs albumet ut på Elektra Records.
Detta är ett av det tidiga 1980-talets mer omskrivna album, bland annat för dess brutala riff. Denna skiva blev 2003 återutgiven av bandets eget skivbolag Mötley Records. Fem bonuslåtar, varav en livelåt, samt musikvideon till "Live Wire" tillkom. Några av bandets större hits på denna skiva var "Live Wire", "Take Me to the Top" och "Too Fast for Love".

## Låtförteckning

### Utgåvan 1981 på Leathür Records
Alla låtar är skrivna och komponerade av Nikki Sixx, där intet annat anges. 
| 1. | Live Wire                               | 3:14 |
| 2. | Public Enemy #1 (Sixx, Lizzie Grey)     | 4:22 |
| 3. | Take Me To The Top                      | 3:43 |
| 4. | Merry-Go-Round                          | 3:22 |
| 5. | Piece of Your Action (Sixx, Vince Neil) | 4:39 |

| 6.  | Starry Eyes                   | 4:28 |
| 7.  | Stick to Your Guns            | 4:20 |
| 8.  | Come on and Dance             | 3:11 |
| 9.  | Too Fast for Love             | 4:11 |
| 10. | On with the Show (Sixx, Neil) | 4:07 |

### Utgåvan 1982 på Elektra Records
| 1. | Live Wire                    | 3:14 |
| 2. | Come on and Dance            | 2:47 |
| 3. | Public Enemy #1 (Sixx, Grey) | 4:22 |
| 4. | Merry-Go-Round               | 3:22 |
| 5. | Take Me to the Top           | 3:43 |

| 6. | Piece of Your Action (Sixx, Neil) | 4:39 |
| 7. | Starry Eyes                       | 4:28 |
| 8. | Too Fast for Love                 | 3:22 |
| 9. | On with the Show (Sixx, Neil)     | 4:07 |

| 10. | Toast of the Town (Mick Mars, Sixx; b-side 1981 "Stick to Your Guns" single) | 3:35  |
| 11. | Tonight (Eric Carmen; Raspberries-cover)                                     | 4:27  |
| 12. | Too Fast for Love (alternate intro)                                          | 4:19  |
| 13. | Stick to Your Guns                                                           | 4:23  |
| 14. | Merry-Go-Round (live in San Antonio, TX)                                     | 3:56  |
| 15. | Live Wire (video)                                                            | 12:18 |

## Musiker
- Vince Neil – sång
- Mick Mars – gitarr, bakgrundssång
- Nikki Sixx – elbas
- Tommy Lee – trummor, bakgrundssång